# Une fée… pas comme les autres
Pour plus de détails, voir Fiche technique et Distribution.
Une fée… pas comme les autres est un long métrage franco-italien de Jean Tourane, sorti en 1956.

## Synopsis
Géninoir, un singe malveillant, tente de s'emparer de la baguette de la bonne fée qui veille sur le village des animaux. Pour y arriver, il intègre la fête foraine qui arrive dans le village et se fait passer pour un vendeur de sucreries. Pendant un soir de fête, Géninoir arrive à corrompre Chocolat — jeune chien musicien qui connaît la mélodie pour faire apparaître la baguette — avec quelques bonbons. Ayant enfin la baguette, Géninoir fait régner la terreur. C'est alors qu'intervient Saturnin, poète-canard, afin de sauver sa belle Barbara pétrifiée par le choc !

## Commentaire
Ce film plein d'humour met en scène de véritables animaux (capucin, chat, canards et divers oiseaux), ce qui est exceptionnel dans l'histoire du cinéma.

## Fiche technique
- Titre français : Une fée… pas comme les autres
- Titres alternatifs : Une fée pas comme les autres ; Le Lac aux fées
- Titre italien : Il Paese di Paperino[1]
- Titres de la version américaine : Secret of Outer Space Island ; The Secret of Magic Island ; Once Upon a Time
- Réalisation : Jean Tourane
- Scénario : Louise de Vilmorin pour la version française ; Richard Lavigne, Frank Scully et Jack Dunn Trop pour la version américaine
- Photographie : Maurice Fellous
- Musique : Richard Cornu
- Production : Pierre Bochart et Cino Del Duca ; Jack Dunn Trop pour la version américaine
- Pays :  France,  Italie
- Technique : animaux vivants
- Genre : film d'animation
- Format : couleur (Eastmancolor) ; 35 mm
- Durée : 63 minutes
- Date de sortie : 1956

## Distribution (voix)
- Robert Lamoureux : le narrateur (version française)
- Phil Tonken : le narrateur (version américaine)

## Autour du film
Le film a été distribué sous différents titres et avec une durée variable.
Une version spécifique est sortie aux États-Unis en 1964.
Décidément fasciné par les canards, Jean Tourane créera dans les années soixante la série télévisée Les Aventures de Saturnin (voix de Ricet Barrier). Louise de Vilmorin et Robert Lamoureux figureront également au générique.